# 경상합동은행
경상합동은행은 1928년 대구은행과 경남은행의 합병으로 탄생한 경상남북도를 아우르는 민족자본 기반의 지방은행이다. 1930년대 이후 줄기차게 진행된 조선총독부의 민족계 은행 통합정책에 따라 1941년 수도권 소재 한성은행에 흡수됐다. 이어 한성은행이 1943년 동일은행과 통합되면서 조흥은행으로 거듭났다.

## 총독부의 견제
경상합동은행은 1928년 8월1일 경북에서 영업해온 대구은행과 경남에서 영업해온 경남은행 간 합병을 거쳐 출범했다. 총독부의 반대에도 불구, 정재학이 경상합동은행의 대표취체역(대표이사) 겸 취체역 회장(이사회장)에 취임한다. 두 은행의 합병은 표면적으로 대등한 조건에서 이뤄진 듯 하지만 실제로는 경남은행이 대구은행에 흡수됐다. 경상합동은행의 임원진들이 대부분 대구은행 출신들로 구성됐다. 그러나 총독부와 조선은행의 경영간섭은 집요했다. 그들의 요구는 정재학의 후선퇴진과 조선은행 출신 일본인 임원 선임이었다. 합병 후 개최된 1929년 1월 정기주총에서 정재학은 물러난다. 대표취체역은 이병학이 맡게 된다. 이때 정재학의 손자인 정운용이 취체역(이사)에 선임됐다. 1930년 10월 정재학은 다시금 취체역에 복귀한다. 그러나 조선은행은 경영상태가 악화된 경상합동은행에 대한 자금지원을 대가로 上田直秀 (우에다 나오히데)를 경상합동은행 상무취체역(상무이사) 자리에 앉혔다.

## 한국인지분 50% 웃돌아
1936년 말까지 경상합동은행의 주주는 대부분 한국인이었다. 이무렵 최대주주는 정재학에서 동일은행 대주주인 민씨 가문으로 변경됐다. 민대식이 경상합동은행의 주주를 매입하는 동시에 민씨 가문이 운영 중인 계성제지와 동일은행을 동원하여 경상합동은행 주식을 대거 사들여 총주식 4만5000주의 38.7%를 차지하기에 이른다. 그러나 1939년 6월 민씨 가문은 경상합동은행 주식을 경상합동은행 경쟁사인 대구상공은행 두취(행장) 오구라 다케노스케(小倉武之助)에게 양도, 최대주주가 일본인으로 변경됐다. 1940년 4월2일 그간 경영을 주도해온 취체역회장 정재학이 사망하고 1940년 4월 27일 정재학의 장손인 정운용이 대표취체역 겸 취체역회장으로 선임됐으나 일제 말기 전시금융체제에서 경영상 어려움을 극복하기 어려웠다. 비록 일본인 오구라가 최대주주였지만 한성은행에 합병되기 직전인 1941년 6월말 기준 한국인주주의 보유한 주식 비율은 54.6%로 일본인지분율 45.4% 보다 많았다.

## 한성은행으로 흡수합병
경상합동은행은 대구상공은행 대신 수도권 소재 한성은행과 합병을 추진, 1941년 8월 10일 한성은행에 흡수 합병된다. 정재학의 맏손자인 정운용은 1941년 10월1일 한성은행 상무취체역에 취임했다.
대구은행과 경상합동은행으로 이어지는 정씨 가문의 은행경영은 한성은행을 거쳐 조흥은행으로 이어지는 계기였다. 정운용은 1945년 11월 미군정의 내정으로 해방 후 조흥은행 2대행장이자 첫 한국인 행장이 됐다. 정재학의 3남인 정종원은 조흥은행 5대 행장으로 1956년 10월부터 1961년 4월30일까지 근무했다. 정씨 가문이 일군 경상합동은행의 지분을 일본인에 넘긴 민씨가문은 조흥은행의 지분을 상당부분 확보했음에도 은행장을 배출하지 못한 것과 뚜렷이 대비된다. 한편 1943년 한성은행과 동일은행의 신설합병으로 탄생한 조흥은행은 민족계은행의 통폐합의 종지부란 의미도 지녔다. 이때 국내에 잔존한 은행은 중앙은행 격인 조선은행, 특수은행인 조선식산은행과 저축은행 그리고 일반은행인 조흥은행과 조선상업은행만 남게 됐다.

## 조흥은행, 민족계 은행 최종집결지
조흥은행은 일제시대 9개 민족자본은행의 대동단결로 설립된 민족자본의 최종 결집지였다. 한성은행이 1943년 10월 1일 동일은행과 합병하여 조흥은행이 탄생했다. 동일은행에 앞서 한성은행은 1938년 1월 29일 은행업을 양수한 해동은행을 합병했고 1941년 경상합동은행을 흡수한다. 그러나 해당은행 역시 다단계 인수합병과정을 거쳤다. 한성은행 계열 5개 은행(한성은행, 해동은행,구포은행, 주일은행,대구은행)과 동일은행 계열 4개은행(한일은행,호서은행,동래은행,호남은행)으로 분류된다. 특히 경상합동은행의 경우 일본인의 경영권 장악시도가 있었지만 총독부는 정재학 행장이 타계할 때까지 행장 자리를 유지토록 했다. 또한 정 행장 서거 이후 그의 손자인 정운용을 대표취체역(대표이사)로 예우했다. 후일 정운용은 해방 후 첫 은행장으로 자리에 오른다. 한성은행 연계시 1대 행장 이후 첫 한국인 행장이었다. 또한 1904년생인 정운용은 1945년 만41세로 은행장에 보임, 조흥은행 역사상 최초 한국인 행장이자 최연소 행장으로 기록됐다.

## 일제강점기 민족은행
| 행명      | 존속기간  | 비고 |
| --------- | --------- | ---- |
| 대구은행  | 1913~1928 |      |
| 구포은행* | 1912~1915 |      |
| 한성은행  | 1887~1943 |      |
| 주일은행  | 1918      |      |
| 해동은행  | 1920~1938 |      |
| 한일은행  | 1906~1931 |      |
| 호서은행  | 1913~1931 |      |
| 동래은행  | 1918~1933 |      |
| 호남은행  | 1920~1942 |      |

- 구포은행은 1915년 경남은행으로 행명 변경